# Golf von Lingayen
Der Golf von Lingayen ist eine Meeresbucht bei der philippinischen Insel Luzon im Südchinesischen Meer.
Sie wird von den Provinzen Pangasinan und La Union umgeben und liegt zwischen den Zambales-Bergen und der Cordillera Central. Der Agno mündet in die Bucht.
Im Golf befinden sich mehrere Inseln, von denen die meisten zum Hundred-Islands-Nationalpark gehören und meist klein sind. Am Golf liegen mehrere Städte wie Dagupan, Alaminos und San Fernando. Das Erzeugen von Salz durch Salinen und der Fischfang sind die wichtigsten Einkommensquellen in dem Gebiet.
Bei der Schlacht um die Philippinen ab Ende 1941 und der amerikanischen Operation Mike I, Anfang 1945, spielte der Golf eine wichtige strategische Rolle.